# Orthophastigia bimaculata
Orthophastigia bimaculata is een rechtvleugelig insect uit de familie Proscopiidae. De wetenschappelijke naam van deze soort is voor het eerst geldig gepubliceerd in 1982 door Tapia.